# G-Man (Slangausdruck)
G-Man (Mehrzahl: G-Men) ist im Amerikanischen ein Slangausdruck unter Gangstern für einen FBI-Beamten. Ursprünglich bezeichnete der Ausdruck jede Art von Bundesagenten/-polizisten/-ermittler, wobei das „G“ für „government“, ähnlich wie etwa im Wort GI (Government Issue), stand.
Mit den Presseberichten über die Verhaftung von „Machine Gun“ Kelly änderte sich dies. „Machine Gun“ Kelly gehörte in den 1930er-Jahren zu den meistgesuchten Gangstern in den Vereinigten Staaten. Nach einigen Berichten soll er bei seiner Verhaftung am 26. September 1933 durch das FBI „Don't shoot, G-Men! Don't shoot!“" („Nicht schießen, G-Men! Nicht schießen!“) gerufen haben. Wahrscheinlich hat er den Ausdruck jedoch nur in seinen Verhören benutzt. Dies tat der Berichterstattung über die Verhaftung jedoch keinen Abbruch. Der Ausdruck G-Man verbreitete sich kurz danach endgültig in Amerika durch den Film 'G' Men von 1935 mit James Cagney in der Hauptrolle eines G-Mans.
Neben den G-Men gab es noch die „T-Men“. Dies waren die Ermittler des United States Secret Service, der bis 2002 dem amerikanischen Finanzministerium (Treasury Department) unterstellt war und traditionell als Rivalen des FBI galten. Noch heute ist der Secret Service außer für den Personenschutz des US-Präsidenten auch für die Verfolgung diverser Delikte im Wirtschaftsstrafrecht zuständig, jedoch hat der Begriff T-Man keine weite Verbreitung gefunden. Ähnliche Ermittlungsstellen finden sich in diversen amerikanischen Regierungsbehörden, so etwa auch bei der Post, allerdings ohne bekannter gewordene Bezeichnungen für die Ermittler.  
Im deutschen Sprachraum erlangte der Begriff eine gewisse Verbreitung durch die Groschenromanserie über den fiktiven G-Man Jerry Cotton.
In der Computerspiel-Serie Half-Life wie auch in diversen Filmen mit Verschwörungscharakter ist der G-Man eine geheimnisvolle Figur, die in der Geschichte unbemerkt im Hintergrund die Fäden zieht.